# Charlie Babb
Charlie Babb é um ex-jogador profissional de futebol americano estadunidense

## Carreira
Charlie Babb foi campeão da temporada de 1973 da National Football League jogando pelo Miami Dolphins.